# Темпранільйо
Темпранільйо або темпранійо (ісп. Tempranillo) — технічний сорт червоного винограду іспанського походження. Tempranillo — це зменшувальне від ісп. temprano, що означає «ранній»: сорт є ранньостиглим.

## Історія
Згідно знайдених документів сорт темпранільйо вирощується на території Іспанії щонайменше з XIII століття. У пору революцій виноградники були занедбані. Потім постраждали від різних шкідників і хвороб, особливої шкоди завдала філоксера. Відродження сорту почалося у другій половині XIX століття при сприянні маркіза де Мурьєта та маркіза де Ріскаль-де Алегре. Після політичних колотнеч повернувшись в Ріоху в 1860 році з Бордо, вони мали бажання здійснити грандіозний проєкт зі створення справжнього іспанського вина. Вони оновлювали виноградники та впроваджували французькі методи вирощування та переробки винограду. Вони першими зрозуміли, що бордоська система в поєднанні з місцевим матеріалом дає блискучі результати та допомогли темпранільйо звернути на себе увагу та завоювати успіх за межами країни.

## Розповсюдження
Темпранільйо широко культивується в Іспанії, особливо у регіонах Ріоха та Рібера дель Дуеро. У Португалії цей сорт широко використовується у виноробстві Долини Дору. Крім того лози Темпранільйо успішно культивуються і в Новому Світі, зокрема, в Каліфорнії, Австралії та Аргентині.

## Характеристики сорту

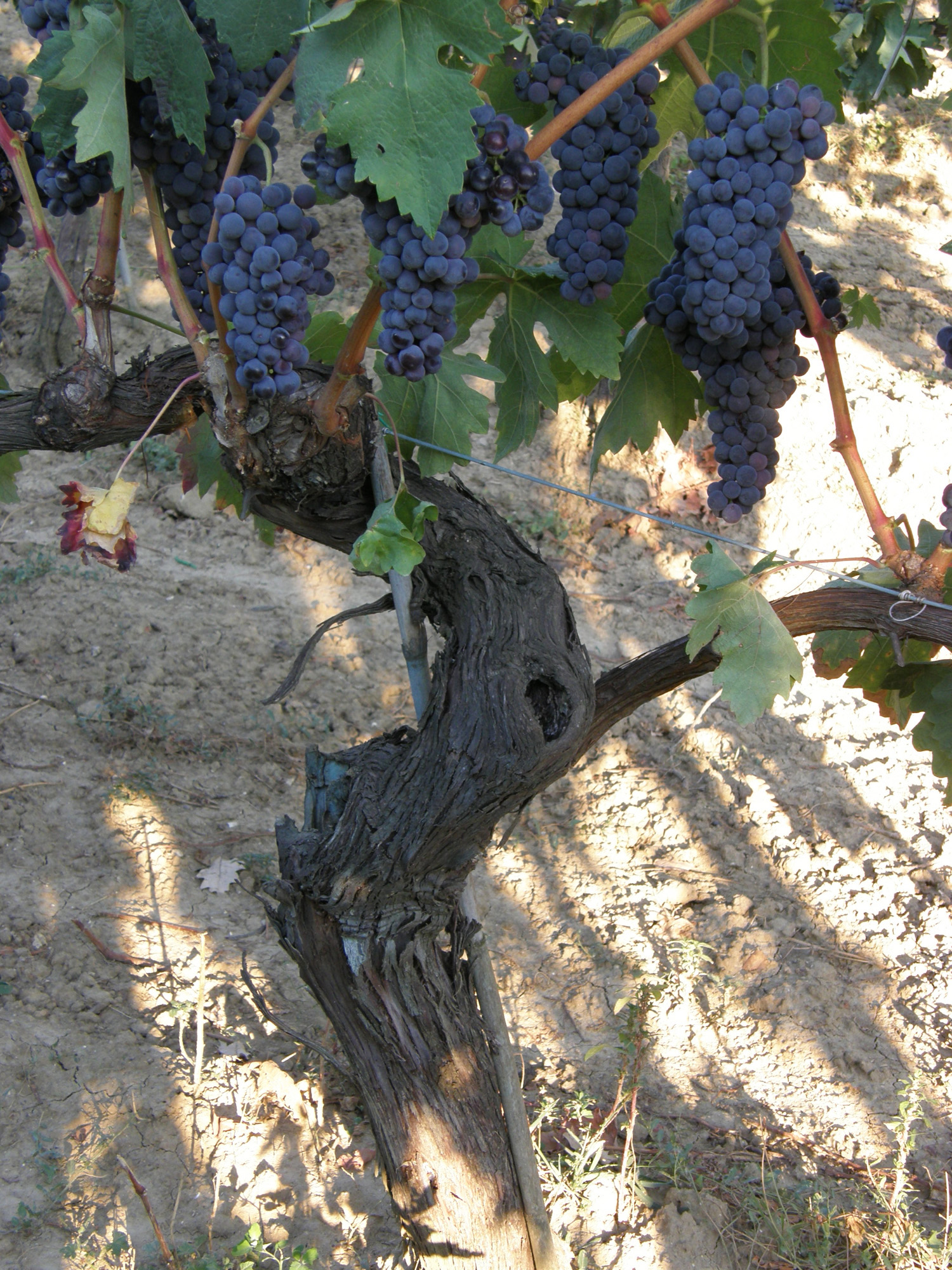
Кущ темпранільйо

Грона компактні, циліндричні або циліндроконічні. Листя велике. Ягоди темпранільйо мають невелику кислотність, товсту шкірку, багату на антоціани та безбарвну м'якоть. Найкращу якість сорт демонструє на вапнякових ґрунтах у помірному кліматі зі значним перепадом денних та нічних температур, коли спекотні сонячні дні дозволяють його товстошкірим ягодам повністю визріти, а холодні ночі дають можливість зберегти природний кислотний баланс. Сорт чутливий до шкідників та хвороб. Врожайність досить висока, для отримання якісного вина її штучно обмежують.

## Характеристики вина

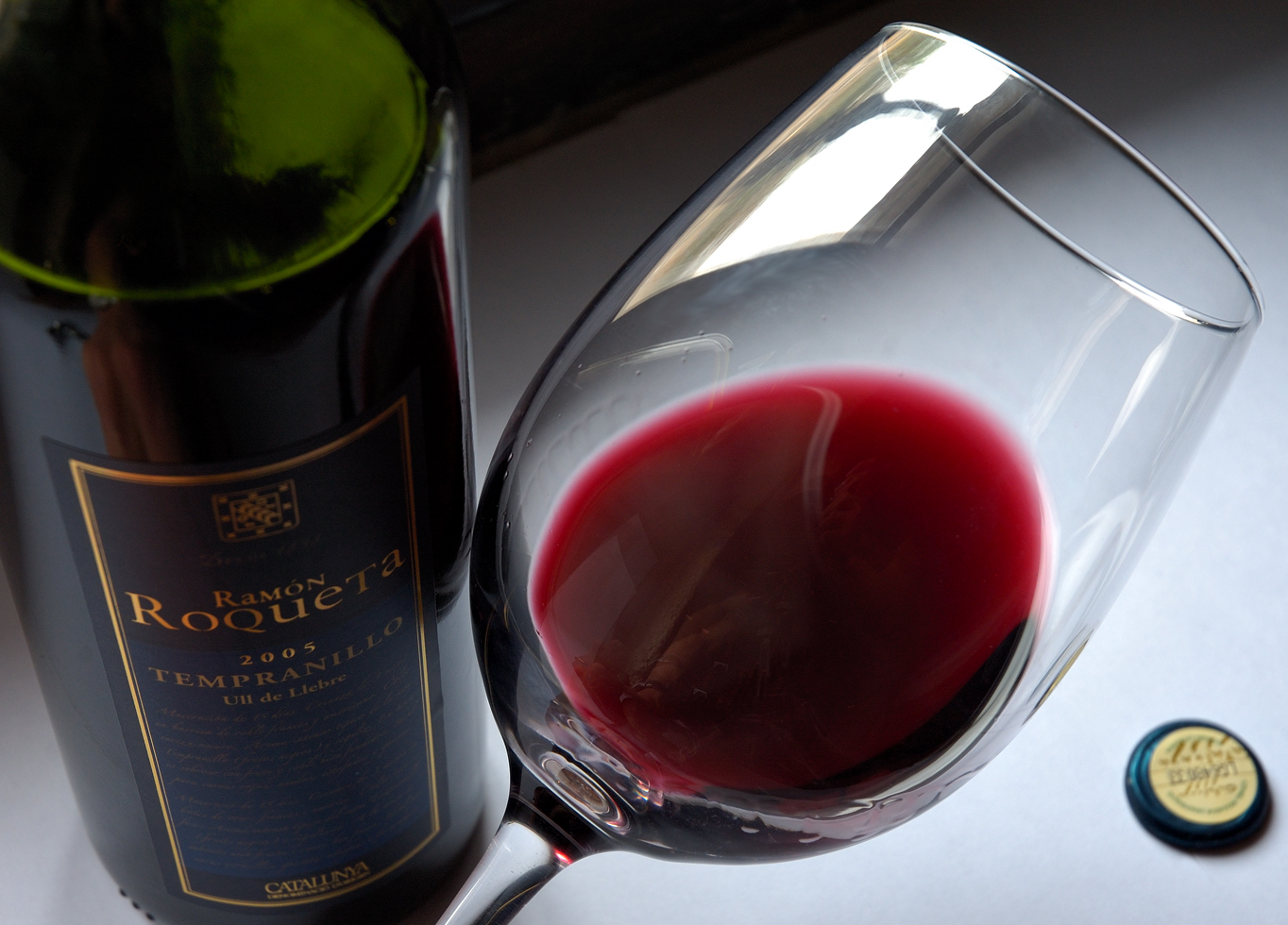
Вино з темпранільйо

Смаковий букет темпранільйо базується на основі сливи і томату. Додатковими нотами виступає шкіра, вишня, тютюн, ваніль та гвоздика. У цього вина дуже приємний довгий післясмак з м'якими танінами. Якщо порівнювати іспанський темпранільйо з його аналогами з Нового Світу, то можна відзначити, що вино з Нового Світу відрізняється більш явним вишневим тоном з домішкою томатного соусу. Вина (міцністю 10,5-13 % об.) мають стійкий гарний колір та значну кількість танінів. В кольорі темпранільйо часто присутній помаранчевий відтінок, який досягається за рахунок витримки в бочках з традиційного дуба. На смак це вино можна порівнювати з класичними зразками каберне совіньон, сіра та санджовезе. Структура вина, незважаючи на інтенсивний смак, дивує легкістю та жвавістю. Вино з темпранільйо поєднується практично з усіма видами страв.